# Paradise Café
Paradise Café foi uma série de televisão para crianças, sobre crianças que trabalham em um bar em uma ilha paradisíaca e que involutariamente começam a libertar fantasmas aprisionados em uma prisão de coral no mar. Paradise Cafe foi filmado na Ilhas Cook na Nova Zelândia. Foi uma co-produção entre a Nova Zelândia Gibson do grupo e da empresa britânica inicial, uma divisão da Endemol, para o canal CBBC no Reino Unido e na Nova Zelândia. No Brasil, a série foi exibida pela Disney Channel.

## Elenco
- Baldwin Pax como Robbo
- Holly Bodimeade como Megan.
- Lara Custance como Abi (um amigo)
- Halaifonua Finau como Tai (um amigo e residente na ilha)
- Miranda Harcourt como Victoria (Mãe de Abi)
- Amelia Reynolds como Cloe (uma amiga e um fantasma do mar)
- John Wraight como Peter.

## Personagens
- Robbo: É um cara do bem, tranquilo e engraçado que se nomeou líder do grupo. Ele é autoconfiante e gosta de ter sempre razão. Se não está na praia nadando, surfando ou curtindo o sol, ele fica no café ajudando – de má vontade – a sua irmã ou tentando impressionar as garotas com suas novas criações, que ele acredita serem engenhosas. Embora prefira mergulhar a ficar no balcão atendendo, ele adora ficar no café, especialmente se estiver com seu melhor amigo, o Tai. Acima de tudo, ele gosta de se divertir e, às vezes, é meio irresponsável.

- Megan: Uma gracinha de garota de 12 anos cheia de vida que tem a maturidade de um adulto, mas o coração de uma adolescente que tenta fazer o melhor para cuidar do irmão e do pai. Ela é curiosa e compreensiva e, devido à sua ingenuidade, frequentemente faz perguntas que qualquer um teria medo de fazer. De vez em quando, as pessoas se lembram de que ela é uma adolescente que fica chateada com o desaparecimento do seu Cachorrinho ou quando é repreendida por Robbo. Mas mesmo sendo alguém tão jovem, ela adora trabalhar e o café é seu motivo de orgulho e satisfação.

- Abi: É mimada, sensível e engraçada e realmente pode nos fazer rir com suas observações sarcásticas. A mãe dela administra o hotel de luxo da ilha, portanto, ela leva uma vida instável em uma suíte luxuosa com direito a tudo que quer, mas com pouca atenção dos pais. No fundo, ela adoraria fazer parte das aventuras agitadas de Robbo e Tai, mas finge que prefere ler as revistas de beleza.  Embora seja legal conviver com a galera no café, ela não admite isso para ninguém! Ela se esforça para conseguir ser amiga deles.

- Tai: Melhor amigo de Robbo e um cara bem tranquilo.  O que lhe falta em entusiasmo, ele compensa com senso de humor.  É isso que o torna tão amigo de Robbo: os dois compartilham de um travesso e brilhante senso de diversão. Embora ele não goste de passar o dia trabalhando em um café – enquanto poderia estar por aí se divertindo -, ele realmente curte ficar lá, especialmente quando está com Robbo.

- Cloe: O resto da galera não sabe, mas Chloe é uma fantasma do mar, embora seja uma gracinha. Ela é uma traidora, uma agente dupla que adotou a aparência de uma linda garota para se infiltrar no grupo e descobrir qual deles é Descendente do Mar. Fantasma de uma pessoa morta em 1950, ela tem uma qualidade sobrenatural. Há um fato estranho e ligeiramente perturbador sobre ela: não se pode encostar nela.  Ela é muito ingênua e, às vezes, se atrapalha neste mundo de celulares, internet e ipods.  Como resultado, geralmente entende as coisas equivocadamente.